# 1 E15 m²
Som en hjælp til sammenligning af størrelsesforhold mellem forskellige overfladearealer, er her en liste over områder mellem 1.000 millioner km² og 10.000 millioner km². 
- Områder mindre end 1.000 million km²
- 1.700 millioner km² — det totale areal i Solsystemet der potentielt (om end fjerntliggende) kan udnyttes til menneskelig beboelse
- 7.700 millioner km² — Neptun – planet i Solsystemet
- 8.100 millioner km² — Uranus – planet i Solsystemet
- Områder større end 10.000 million km²

## Ekstern henvisning
- Konverteringsmaskine mellem areal-enheder Arkiveret 10. november 2004 hos  Wayback Machine